# Gammalbodtjärnen, Jämtland
Gammalbodtjärnen är en sjö i Bräcke kommun i Jämtland och ingår i Ljungans huvudavrinningsområde. Sjön har en area på 0,0753 kvadratkilometer och ligger 453,4 meter över havet.

## Delavrinningsområde
Gammalbodtjärnen ingår i det delavrinningsområde (696518-146498) som SMHI kallar för Utloppet av Revsundssjön. Medelhöjden är 330 meter över havet och ytan är 304,11 kvadratkilometer. Räknas de 149 avrinningsområdena uppströms in blir den ackumulerade arean 1 664,74 kvadratkilometer. Gimån som avvattnar avrinningsområdet har biflödesordning 2, vilket innebär att vattnet flödar genom totalt 2 vattendrag innan det når havet efter 186 kilometer. Avrinningsområdet består mestadels av skog (60 procent). Avrinningsområdet har 76,33 kvadratkilometer vattenytor vilket ger det en sjöprocent på 25,1 procent. Bebyggelsen i området täcker en yta av 3,65 kvadratkilometer eller 1 procent av avrinningsområdet.